# Бугуян
Бугуя́н (рос. Бугуян, чув. Пăкăян) — селище у складі Ібресинського району Чувашії, Росія. Адміністративний центр Кіровського сільського поселення.
Населення — 373 особи (2010; 419 у 2002).
Національний склад:
- чуваші — 96 %